# Jens Grembowietz
Jens Grembowietz (2 de febrero de 1987 en Essen, Alemania) es un futbolista alemán que milita en el Preußen Münster de la Regionalliga de su país, donde juega de defensa. Grembowietz comenzó su carrera en el DJK Arminia Ückendorf. Entre 1996 y 2006 jugó en los juveniles del FC Schalke 04, alcanzando en 2006 el segundo equipo del club de Gelsenkirchen. Para la temporada 2008/09 fichó por el Dinamo Dresde, con quienes jugó un año. Desde septiembre de 2009 juega en el Preußen de Münster.

## Clubes
| Club               | País     | Año         | Partidos | Goles |
| Dinamo Dresde      | Alemania | 2008 - 2009 | 15       | 0     |
| SC Preußen Münster | Alemania | 2009 - 2010 | 26       | 0     |
| KSV Hessen Kassel  | Alemania | 2010 - 2012 | 40       | 4     |